# Стопор
Сто́пор (від нід. stopper) — пристрій, який забезпечує закріплення або зупинення в певному положенні частин механізмів.

## Гірництво

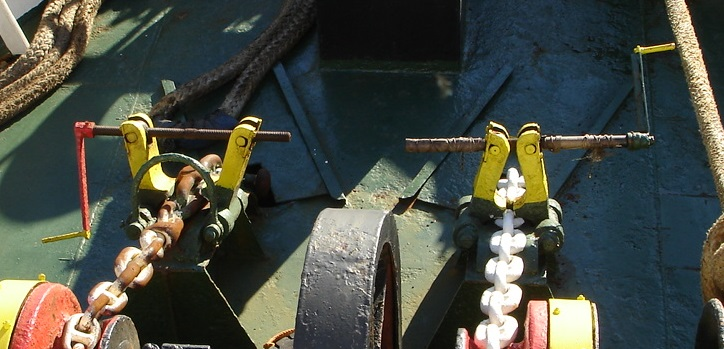
Два якірних гвинтових стопори на кораблі, лівий вимкнений, правий утримує якірний ланцюг

Стопори на гірничому транспорті — (затримуючі мають одну пару кулаків, а дозуючі — дві) — це шляхові гальма з електрогідравлічним приводом, призначені для зупинки і затримання вагонеток при швидкості руху від 1 до 3 м/с.
Стопорний болт — болт, призначений для кріплення, наприклад, ріжучого інструмента в кулаках чи різцетримачах виконавчого органа гірничої машини.
Стопорний пристрій — пристрій, що встановлюється, наприклад, у шахтній кліті для утримання вагонетки від викочування під час руху кліті по стовбуру. Встановлюється в кліті симетрично, щоб не було перекосу її у напрямних провідниках. Стопори монтуються у кліті, а привод — на приймальних площадках.

## Морська справа

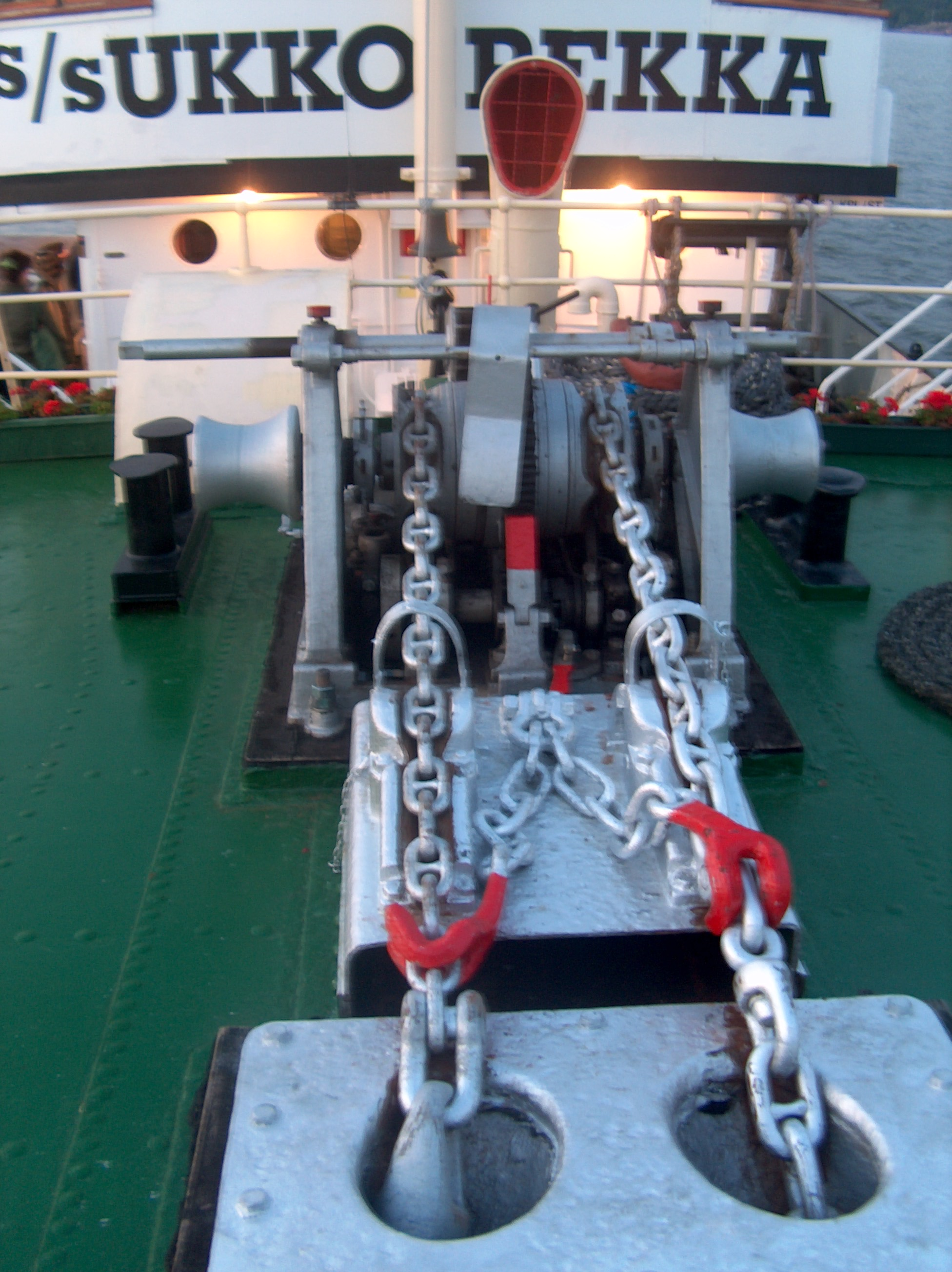
Переносні ланцюгові стопори якірних ланцюгів між брашпилем і палубними клюзами

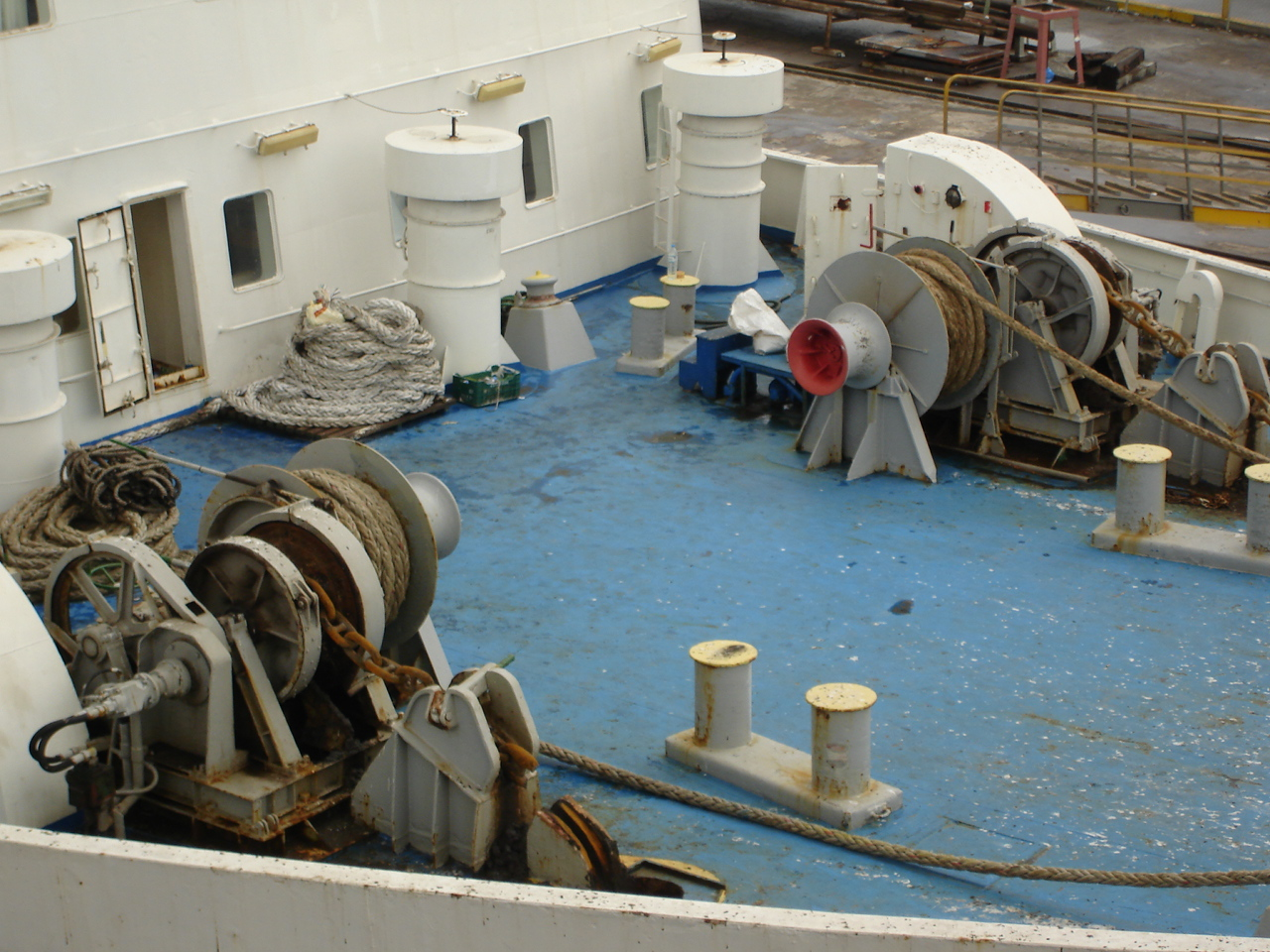
Стаціонарні стопори якірних ланцюгів біля лебідок

### Снасть
У флоті «стопором», окрім механічного пристрою, називається ще особлива снасть у вигляді троса, один кінець якого закріплений, а другий заплетений світнем. Мотузковий стопор застосовується, коли слід закріпити яку-небудь снасть, усунувши її натяг (застопорити): ходовий кінець накладають на снасть стопорним вузлом і далі навивають на неї по спуску пасом.
Тросові (мотузкові) стопори можуть застосовуватися і для тимчасового стопорення швартовів, якірних ланцюгів (тросів), але частіше для цієї мети використовують ланцюгові та механічні (гвинтові) стопори.

### Стопори якірного ланцюга
Стопори якірного ланцюга входять до складу якірного пристрою і діляться на переносні (тимчасового стопорення) і стаціонарні. Розміщаються на палубі між клюзом і шпилем (брашпилем). Кожний якірний ланцюг повинен мати не менш, ніж 3 стопори.
Переносні стопори використовуються для тимчасової фіксації якірного ланцюга і являють собою ланцюг, закріплений на одному кінці і споряджений на другому глаголь-гаком (або спеціальним гаком зі скобою), який вставляється в одну з ланок (або охоплює її) якірного ланцюга, після чого фіксується.
Стаціонарні стопори призначаються для надійного кріплення якірного ланцюга при піднятому, або навпаки, відданому якорі. Розрізняють гвинтові, закладні, маятникові, стрічкові та інші види стопорів.
Якщо ланцюг після віддачі якоря травиться надто швидко, і стопори не можуть його утримати, кажуть, що «його сукає».

### Стопори швартовів
Стопори швартовів входять до складу швартового пристрою і призначаються для тимчасової фікасації швартовів перед їх заведенням на кнехти. Розміщаються на палубі між клюзом і шпилем (брашпилем, лебідкою). Частіше за все швартовні стопори мають вигляд закріпленого на одному кінці (в обусі на палубі або в римі на основі кнехта) троса або ланцюга (ланцюговий стопор дозволяється використовувати тільки на швартових зі сталевих тросів). На великих суднах можуть застосовувати гвинтові стопори.

### Стернові стопори
Стернові стопори застосовуються для закріплення стерна в одному положенні в разі поломки або несправності стернових приводів.

### Стопори кабестана
На кабестанах використовуються пали (від нід. pal) — відкидні стопори, які пересуваються по зубчастому колу в основі пристрою (палгуні) і працюють як заскочки храповика, запобігаючи зворотному обертанню балера.